# حزقيال غارسيا
حزقيال غارسيا (بالإنجليزية: Juan Garcia)‏ هو موسيقي أمريكي، ولد في 24 نوفمبر 1963 في هافانا في كوبا.

## وصلات خارجية
- حزقيال غارسيا على موقع ميوزك برينز (الإنجليزية)
- حزقيال غارسيا على موقع أول ميوزيك (الإنجليزية)
- حزقيال غارسيا على موقع أول ميوزيك (الإنجليزية)
- حزقيال غارسيا على موقع ديسكوغز (الإنجليزية)